# Fritz Neukomm
Fritz Neukomm (Langenthal, 16 april 1937) is een Zwitsers componist, dirigent en trompettist.

## Levensloop
Neukomm studeerde aan het Statelijke seminaar te Bern piano, orgel en viool en vervolgens aan de Hochschule der Künste Bern trompet. Verder studeerde hij privé muziektheorie, contrapunt en compositie bij Franz Königshofer in Solothurn. Aan het Statelijke opleiding-seminaar in zijn geboortestad werd hij leraar voor didactiek en muziek. Daarnaast dirigeerde hij vele blaasorkesten in de regio, zoals de Musikverein Langenthal (1961-1974 en 1983-1990). Hij is dirigent bij een militair muziekkorps van het Zwitserse leger. Neukomm was van 1992 tot 2002 hoofd van de muziekcommissie van de Eidgenössische Musikverband (Zwitserse blaasmuziekfederatie). 
Naast zijn vele werkzaamheden heeft hij nog tijd werken voor harmonieorkest te componeren. Hij is in Zwitserland eveneens een veelgevraagd jurylid bij wedstrijden. 

## Composities

### Werken voor harmonieorkest
- 1967 Unser Kommandant, mars
- 2010 Der Patron - Bundesrat Johann Schneider-Ammann Marsch
- Gruß an Langenthal, mars
- Landsknechtemarsch (Festspielmusik)
- Pro Juventute, mars
- Veronika's Mambo

## Publicaties
- Überlegungen zur Rolle des Dirigenten in: Clarino, Ausgabe 9/1998. pp. 18-23
- Macht Musik klüger? in: «Unisono», Zeitschrift des Schweizer Blasmusikverbandes
- Das Schlagzeug im Blasorchester und in der Brass Band, voordracht op het WASBE-seminaar op 23 februari 2008 in Nottwil